# Sembé
Sembé – miasto w Kongu, w departamencie Sangha.